# Вудворд, Джордж Моутард
Джордж Моутард Вудворд (около 1760[…], Дербишир — 1 ноября 1809 или ноябрь 1809, Лондон[…]) — английский карикатурист и писатель-юморист. Был другом карикатуриста Томаса Роулендсона.

## Биография
Вудворд родился в Стэнтон-Холле, в Стентон-бай-Дейле в Дербишире, Англия, в семье сына Уильяма Вудворда в 1765 году. Получивший прозвище «Горчичный Джордж» (Mustard George), Вудворд имел несколько грубоватый, но энергичный стиль. Часто публиковался в «The Caricature Magazine» и в других журналах, почти все его рисунки издавались другими художниками в виде гравюр, прежде всего Роулендсоном, а также Чарльзом Уильямсом, Исааком Крукшенком, Перси Робертсом и другими.
Дороти Джордж писала о нём: «Он весьма значительная фигура в карикатуре; он был оригинальным, плодовитым и очень разнообразным». «Архив Джорджа Вудворда» в Дербиширском архиве в Матлоке, Дербишир, хранит большую коллекцию его работ. Многие из его гравюр описаны в «Каталоге политических и личных сатирических изображений, хранящихся в Департаменте гравюр и рисунков Британского музея». Наиболее полный каталог его работ можно найти в «Каталоге книг, рисунков, печатных и периодических изданий, составляющих Библиотеку британских карикатур Уильяма А. Гордона».